# 마다가스카르의 총리
다음은 마다가스카르의 총리 목록이다.

## 역대 총리

### 메리나 왕국 시대
총리 제도는 1833년에 첫 도입되어, 1897년 프랑스에 식민지 점령당함과 동시에 폐지되었다.
- 제1대: 라이니하로 (Rainiharo, 재임 1833 ~ 1852. 2. 10., 임기 중 사망) - 무소속
- 제2대: 라이니보니나히트리니오니 (Rainivoninahitriniony, 재임 1852. 2. ~ 1864. 7.) - 무소속
- 제3대: 라이닐라이아리보니 (Rainilaiarivony, 재임 1864. 7. 14. ~ 1895. 10. 14.) - 무소속
- 제4대: 라이니침바자피 (Rainitsimbazafy, 재임 1895. 10. 15. ~ 1896. 9.) - 무소속
- 제5대: 라산지 (Rasanjy, 재임 1896. 9. 5. ~ 1897. 2.) - 무소속

### 프랑스 식민지 시대
1957년까지는 총리 제도가 폐지된 상태였다.
- 제1대: 필리베르 치라나나 (Philibert Tsiranana, 재임 1957. 5. 27. ~ 1958. 10. 14.) - PSD, 부통령 겸 평의회장

### 말라가시 자치 공화국 시대
마다가스카르는 1958년 프랑스로부터 자치권을 얻어냈다. 1959년에 총리 제도가 다시 폐지되었다.
- 제1대: 필리베르 치라나나 (Philibert Tsiranana, 재임 1958. 10. 14. ~ 1959. 5. 1.) - PSD, 독립 후 초대 대통령이 됨.

### 말라가시 공화국 시대
마다가스카르는 1960년에 독립을 쟁취했다. 그러나 총리 제도는 계속 폐지되어 있었고, 1972년에 부활되었다.
- 제1대: 가브리엘 라마나초아 (Gabriel Ramanantsoa, 재임 1972. 5. 18. ~ 1975. 2. 5.) - 군인

### 마다가스카르 민주 공화국 시대
마다가스카르는 1975년부터 1992년까지 사회주의 상태에 놓여 있었다. 1976년부터 현재까지 총리 제도가 존속되고 있다.
- 제2대: 조엘 라코토말랄라 (Joel Rakotomalala, 재임 1976. 1. 11. ~ 1976. 7. 30.) - FNDR, 재임 중 헬리콥터 사고로 사망.
- 제3대: 쥐스탱 라코토니아이나 (Justin Rakotoniaina, 재임 1976. 8. 12. ~ 1977. 8. 1.) - FNDR
- 제4대: 데지레 라코토아리자오나 (Désiré Rakotoarijaona, 재임 1977. 8. 1. ~ 1988. 2. 12.) - 군인
- 제5대: 빅토르 라마하트라 (Victor Ramahatra, 재임 1988. 2. 12. ~ 1991. 8. 8.) - 군인
- 제6대: 기 라자나마시 (Guy Razanamasy, 재임 1991. 8. 8. ~ 1992. 9. 12.) - FNDR

### 마다가스카르 공화국 시대
마다가스카르는 1992년에 민주화되어 오늘에 이르고 있다.
- 제6대: 기 라자나마시 (Guy Razanamasy, 재임 1992. 9. 12. ~ 1993. 8. 9.) - AREMA
- 제7대: 프랑시스크 라보니 (Francisque Ravony, 재임 1993. 8. 9. ~ 1995. 10. 30.) - CSDDM
- 제8대: 에마뉘엘 라코토바히니 (Emmanuel Rakotovahiny, 재임 1995. 10. 30. ~ 1996. 5. 28.) - UNDD
- 제9대: 노르베르 라치라호나나 (Norbert Ratsirahonana, 재임 1996. 5. 28. ~ 1997. 2. 21.) - AVI
- 제10대: 파스칼 라코토마보 (Pascal Rakotomavo, 재임 1997. 2. 21. ~ 1998. 7. 23.) - AREMA
- 제11대: 탄텔리 안드리아나리보 (Tantely Andrianarivo, 재임 1998. 7. 23. ~ 2002. 5. 31.) - AREMA, 2002년 5월 27일 마르크 라발로마나나 대통령에 의해 하원에서 체포됨.
- 제12대: 자크 실라 (Jacques Sylla, 재임 2002. 2. 26. ~ 2007. 1. 20.) - 무소속, 마르크 라발로마나나 대통령에 의해 임명됨.
- 제13대: 샤를 라베마난자라 (Charles Rabemananjara, 재임 2007. 1. 20. ~ 2009. 3. 17.) - TIM, 2009년 위기 때 면직됨.
- 제14대: 몬자 로인데포 (Monja Roindefo, 재임 2009. 3. 17. ~ 2009. 10. 10.) - MONIMA, 2009년 2월 7일 안드리 라조엘리나 대통령에 의해 임명됨.
- 제15대: 외젠 망갈라자 (Eugène Mangalaza, 재임 2009. 10. 10. ~ 2009. 12. 18.) - 무소속
- 제16대: 알베르 카미유 비탈 (Albert Camille Vital, 재임 2009. 12. 20. ~ 현재 ) - 군인, 육군 준장(Général de Brigade)

## 정당
- PSD - 말라가시-코모로 사회민주당
- FNDR - 말라가시 혁명전선
- AREMA - 마다가스카르 재탄생 협회 (FNDR로 개명됨)
- CSDDM - 마다가스카르의 민주주의와 발전 지원 위원회
- UNDD - 민주주의와 발전을 위한 국가연합
- AVI - 노동당에 의한 정의당
- TIM - 마다가스카르 사랑당
- MONIMA - 말라가시를 위한 마다가스카르당
- TGV - 말라가시 청년 결의당